# Гольденберг, Яков Маркович
Яков Маркович Гольденберг (22 декабря 1890 (4 января 1891), Елисаветград, Херсонская губерния — 24 сентября 1963, Москва) — русский и советский актёр, режиссёр, сценарист, драматург, либреттист
, журналист, поэт-сатирик
 и поэт-песенник, переводчик. Автор первого текста слов песни «Синий платочек» на музыку Ежи Петерсбурского (1940).
Публиковался под псевдонимами Яков Галицкий, Куба Галицкий, Я. Галицкий, Яго, Яга, Ягграм Яго, Задумчивый Галл, Пётр Зуев, а также совместными псевдонимами Алицкий, Арго и Арго и Галицкий (с А. М. Арго), Братья Губины Иван и Митродор (с Н. А. Адуевым).

## Биография
Родился в семье издателя Марка Абрамовича Гольденберга и его жены Доротеи Марковны (1866—1936). Брат поэта и драматурга Абрама Арго. Отец был владельцем старейшей и самой крупной в городе типографии (основанной в 1870-х годах его отцом, Абрамом Гольденбергом), редактором и издателем журнала «Неделя русского еврея». Типография А. и М. Гольденбергов занималась главным образом выпуском художественной и учебной литературы.
Окончил гимназию в Екатеринославе в 1909 году. 9 октября 1911 года принял православие и таким образом уже 13 октября получил вид на жительство в столице. Учился на юридическом факультете Санкт-Петербургского университета (1912—1913) и одновременно в Петербургской консерватории на отделении вокала (не закончил). С 1913 года жил в Одессе, где продолжил обучение на юридическом факультете в Новороссийском университете (1913—1916) и в 1913 году дебютировал как поэт (лирические стихотворения печатал под собственным именем, сатирические под псевдонимом Яго). Семь стихотворений Гольденберга были опубликованы в коллективных сборниках одесских литераторов Петра Сторицына, Эдуарда Багрицкого, Ильи Дальгонина, Анатолия Фиолетова, Георгия Цагарели, Семёна Кесельмана, Исидора Бобовича (1895—1979), Леопольда Канеля — «Шёлковые фонари» (1914) и «Серебряные трубы» (1915), с иллюстрациями Сандро Фазини (в первом сборнике был опубликован под собственным именем, а во втором — под псевдонимом Яков Галицкий).
С 1916 года работал в кино (актёр, режиссёр и сценарист). Как режиссёр снял кинокартины «Жизнь Гаррисона» (1917, не сохранился), «Единая мировая республика труда» (1919) и несколько других; как актёр снялся в картине «К народной власти» (1917, фильм сохранился частично).
С 1918 года служил в Красной Армии. В 1919—1920 годах заведовал театральным отделением в политотделе Двенадцатой армии. В 1920—1921 годах — художественный руководитель красноармейского театра в Харькове. С 1921 года работал режиссёром-лаборантом в мастерской коммунистической драматургии в Москве. В 1923—1924 годах — литературный сотрудник «Рабочей газеты», в 1925—1926 годах — заведующий литературной частью «Радиогазеты». Писал сатирические стихи и фельетоны для журнала «Крокодил».
Первая пьеса «Железная пята» (по роману Джека Лондона) была написана в 1922 году в соавторстве с Д. П. Смолиным. Пьеса-памфлет «Карьера министра» (в соавторстве с Э. И. Каминкой) и пьеса-буффонада «Святой из-под палки» были изданы издательством «Теакинопечать» (1929). В 1931 году вместе с братом А. М. Арго написал либретто оперетты «Полярные страсти». Специально для Музыкального театра имени К. С. Станиславского и Вл. И. Немировича-Данченко написал либретто оперы «Дарвазское ущелье» (композитор Л. Б. Степанов) и новый русскоязычный вариант либретто оперы Дж. Верди «Бал-маскарад» (постановки в 1939 и 1940 годах).
В годы Великой Отечественной войны писал одноактные пьесы для фронтовых театров, в том числе «Честь», «Пещера», «Её сердце» (1941) и другие. Автор пьес «Повесть о трагике» («Павел Мочалов», 1939) и «Юность Мольера» (1949), а также ряда оригинальных и переводных оперных либретто, в том числе «Берег бурь» (композитор Г. Эрнесакс).
Написал слова к ряду песен современных композиторов, а также эстрадные сценки, скетчи, монологи, репризы, рекламные буффонады для цирка, устные рассказы, диалоги и куплеты. Переводил на русский язык басни в стихах Игнация Красицкого, поэзию Сватоплука Чеха, Антонина Совы, Петко Славейкова, а также других польских, болгарских, венгерских и чешских поэтов.
Среди пьес — «Морские рассказы» (по А. С. Новикову-Прибою), «Святой из-под палки» (буффонада на основе комедии Мольера «Лекарь поневоле», в 3 действиях с интермедиями и прологом), «Карьера министра» (комедия-памфлет в 4 действиях), «Первый спектакль в деревне» (инструктивная пьеса в 5 действиях), «Павлин в вороньих перьях» (буффонада в 3 действиях), «Мочалов» («Повесть о трагике», пьеса в 8 эпизодах), «Чудо святого Сганареля» (буффонада в 3 действиях по Мольеру), «Гордость» (в 3-х действиях), «Её сердце» (одноактная пьеса), «Молодость Мольера» (в 5 актах), «Частный случай» (драматический этюд в 1-м действии), «Честь» (пьеса в 1-м действии), «Штормовые дни» (пьеса в 3-х действиях), «Эти дни» (одноактная пьеса).
Автор либретто опер и оперетт «Полярные страсти» (с А. М. Арго, на музыку Исаака Дунаевского), «Биби и Бобо, или Знатный жених» (музыка С. Ю. Урбаха, 1959), «Девушка запада», «Марица» (музыкальная комедия), «Пан — забияка» (буффонада), «Пограничники», «Тарасова ночь», «Черноедомино» (в 3 действиях по Скрибу), «О рождении 1-й Конной Армии», «Секрет счастья» (в 3-х актах, музыка Э. Одрана), «Солнце над степью» (музыка В. Я. Шебалина), «Рука и сердце», «Карьера министра» (комедия-памфлет в 4-х действиях, с Э. И. Каминкой), «Кустарь — в артель жарь» (обозрение в 3 действиях, с А. М. Арго). Написал слова песен «Первомайский пионерский марш» и «Песня женщин» (обе на музыку М. И. Красева).

## Семья
- Брат — Борис Маркович Гольденберг (1894—1957), драматург, сценарист и журналист.
- Двоюродный брат — Марк Ариевич Тарловский, поэт и переводчик[8].
- Дочь — Наталия Яковлевна Шимановская (1925—1987), художник-график.

## Публикации
- Шёлковые фонари: Стихи Исидора Бобовича, Якова Гольденберга, Ильи Дальгонина, Леопольда Канеля, Семёна Кесельмана, Георгия Цагарели. Одесса: Типография «Спорт и наука», 1914. — 32 с.
- Серебряные трубы. Стихи Эдуарда Багрицкого, Исидора Бобовича, Яков Галицкого, Ильи Дальгонина, Петра Сторицына, Анатолия Фиолетова, Георгия Цагарели. Одесса: Типография «Спорт и наука», 1915. — 64 с.
- Железная пята: Театральная парафраза романа Джека Лондона в 4 актах / Яков Галицкий и Дмитрий Смолин. — М.: Государственное издательство, 1922. — 48 с.
- Сказка о мальчике Пете, который никого не боялся на свете, никому кланяться не привык и как ему в заботах и работах помог добрый старик дед-Электрик. — М.: Новая Москва, 1924. — 72 с.
- Международный вокзал (Интернациональное обозрение в 1 действии) / Арго и Галицкий. — М.: Молодая гвардия, 1925. — 71 с.
- Божья конфетка: Пьеса в 2 действиях / Я. Галицкий. — М.: Молодая гвардия, 1929. — 15 с.